# Grammothele pulchella
Grammothele pulchella är en svampart som först beskrevs av Giacopo Bresàdola, och fick sitt nu gällande namn av Leif Ryvarden 1988. Grammothele pulchella ingår i släktet Grammothele och familjen Polyporaceae.   Inga underarter finns listade i Catalogue of Life.